# Carl Gustaf Ekman
Carl Gustaf Ekman (Munktorp, condado de Västmanland, 6 de octubre de 1872 - † Estocolmo, 15 de junio de 1945), político sueco, dos veces primer ministro de su país, entre el 7 de junio de 1926 y el 2 de octubre de 1928, y entre el 7 de junio de 1930 y el 6 de agosto de 1932.
Era hijo del granjero y soldado Carl Ekman y de Josefina Säfström. Comenzó a trabajar a los doce años como jornalero, pero leía todo lo que caía en sus manos, y le fueron adjudicadas responsabilidades en el movimiento de la temperance, del que pasó a ser funcionario. Fue promovido al cargo de director del fondo de invalidez y servicios fúnebres del Movimiento de amigos de la temperance. Fue nombrado en 1908 editor jefe del periódico liberal Eskiltuna-Kuriren. Su intento de ser electo al Parlamento (el Riksdag) fracasó debido a la preeminencia de los social demócratas en la ciudad industrial de Eskiltuna, pero en 1911 el Partido Liberal le otorgó un escaño en la cámara alta por el condado de Gävleborg. Pronto se posicionó como el principal promotor en el condado de la total prohibición del alcohol. En 1913 se trasladó a Estocolmo y pronto obtuvo un puesto en el Riksdag representando a esta ciudad. 
Ekman se transformó en el más influyente y controvertido político de los años 20. Entre los social demócratas era visto como un "traidor a su clase" ya que, teniendo un origen proletario, se había convertido en miembro de un partido no socialista. De hecho, fue el arquitecto de la caída de varios gobiernos social demócratas: Hjalmar Branting en 1923, Rickard Sandler en 1926, pero también de la del gobierno conservador de Arvid Lindman en 1930. En 1924 se transformó en el líder del recientemente formado Partido de los libres de espíritu (Frisinnade folkpartiet).     
Como líder partidario, trabajó para reforzar la influencia de su partido, cooperando tanto con la izquierda como con la derecha. "Quien controla el centro, controla el juego", fue su estrategia política de poder, que estaba basada en que ningún bloque tuviera una clara mayoría en el Riksdag. 
Tras la caída del poder de Sandler en 1926, Ekman fue nombrado primer ministro por primera vez. Fue capaz de oscilar entre la derecha y la izquierda y gracias a ello, tuvo más éxito del esperado. Resolvió el viejo debate sobre las tasas locales con una ley sobre la tasación proporcional, que continúa en vigencia en la actualidad. Concluyó también una reforma radical del sistema educativo. En 1928 los conservadores ganaron las elecciones y Ekman debió entregar el poder a Arvid Lindman.     
Retornó en 1930, cuando junto a Per Albin Hansson rechazaron la propuesta del gobierno de establecer tarifas a los granos. Su segundo período como primer ministro tuvo muchas dificultades; la Gran Depresión internacional tras el Crack del 29 llegó a Suecia, afectando tanto a la industria como a la agricultura. Su tradicional actitud inclinada hacia el ahorro le generó dificultades para aceptar los costosos programas de estímulo económico propuestos.  
En medio de este problema, comenzó un debate tras la quiebra de Ivar Kreuger sobre las contribuciones políticas que Ekman había personalmente aceptado del mismo en nombre de su partido. Al principio Ekman negó haber recibido dinero alguno, pero al final el debate público lo obligó a renunciar a su puesto un mes antes de la elección para el Riksdag de 1932, una gran derrota para el Partido de los libres de espíritu. Ekman nunca retornó a la política. Menos de dos años después de su renuncia, su partido también desapareció, al unirse con los liberales para formar el Partido del Pueblo Liberal (Folkpartiet).  Ni siquiera sus enemigos pensaron que hubiera tomado el dinero para sí mismo, pero sin embargo sus contradictorias declaraciones sobre el punto fueron usadas para arrojar sospechas sobre él, algo a lo que un formidable opositor político podía estar dispuesto.       
El legado de Ekman está marcado en gran medida por sus maniobras políticas, así como por el escándalo que llevó a su renuncia, lo que no hace justicia a sus políticas resueltamente orientadas durante un inquieto período, cuando no se lograba formar ninguna mayoría política duradera.  
Casado con Laura Ekman (nacida Widlund), tuvo con ella cuatro hijos.
| Predecesor: Rickard Sandler | Primer ministro de Suecia 1926-1928 | Sucesor: Arvid Lindman |
| Predecesor: Arvid Lindman   | Primer ministro de Suecia 1930-1932 | Sucesor: Felix Hamrin  |

- Datos: Q53642
- Multimedia: Carl Gustaf Ekman / Q53642